# Eugen Stübler
Eugen Stübler (* 3. Juli 1873 in Stuttgart; † 15. Dezember 1930 in Berlin) war ein deutscher Mathematiker und Ingenieurwissenschaftler für Mechanik.

## Leben
Stübler studierte 1891 bis 1899 in Tübingen, Göttingen, Berlin und Stuttgart und wurde 1902 in Tübingen promoviert. 1905 wurde er Privatdozent an der TH Stuttgart und war dort 1910 bis 1924 außerordentlicher Professor. Danach ging er an die TH Charlottenburg in Berlin, wo er nichtbeamteter außerordentlicher Professor für Mathematik, Versicherungsrechnung und Darstellende Geometrie war.
Im Ersten Weltkrieg war er bei der Artilleriekommission in Berlin.
Er veröffentlichte über Schraubenflächen, Minimalflächen, die Bewegung starrer Körper (einschließlich geometrischer Kinematik von Getrieben und Zahnradsystemen), Gelenkmechanismen und Ballistik.
Eugen Stübler starb nach langer, schwerer Krankheit am 15. Dezember 1930 im Alter von 57 Jahren in Berlin. Die Beisetzung erfolgte am 19. Dezember auf dem Friedhof Schmargendorf. Das Grab ist nicht erhalten.

## Schriften
- Der Impuls bei der Bewegung eines starren Körpers, Zeitschrift f. Math. Phys., Band 53, 1906.
- Bewegung einer auf horizontaler Ebene rollenden Kugel, deren Schwerpunkt im Mittelpunkt liegt, Stuttgart 1902 (Dissertation)
- Untersuchungen über spezielle Minimalflächen, Mathematische Annalen, Band 75, 1914, S. 148, SUB Göttingen
- Das Beschleunigungssystem bei der Bewegung eines starren Körpers, Jahresbericht DMV, Band 19, 1910, S. 177–184, SUB Göttingen